# Battaglia di Jemmingen
La battaglia di Jemmingen (nota anche come battaglia di Jemgum) fu uno scontro che ebbe luogo il 21 luglio 1568 a Jemmingen, all'epoca parte dei Paesi Bassi asburgici, tra le forze dei ribelli calvinisti e quelle della Spagna.

## Antefatto
Dopo il trionfo dei ribelli olandesi sull'esercito spagnolo il 23 maggio 1568 nella battaglia di Heiligerlee, il duca d'Alba rimase per qualche tempo sulla difensiva. Luigi di Nassau assediò la città di Groninga, ma senza successo. Le forze del duca d'Alba erano due volte più forti di quelle degli olandesi, composte perlopiù da volontari e disorganizzate. Luigi, il quale sapeva che le sue truppe non avrebbero potuto competere con quelle spagnole in campo aperto, decise quindi di ripiegare verso il fiume Ems, schierando l'esercito sulla riva sinistra del corso d'acqua, e sperava che il duca d'Alba, vedendo la sua posizione, non avrebbe osato attaccarlo. L'ala destra dell'esercito di Luigi, infatti, era coperta dalla presenza di un terreno paludoso, mentre quella sinistra era difesa dal villaggio tedesco di Jemmingen, sull'Ems. Il villaggio poteva essere raggiunto solo attraverso le pianure alluvionali e la diga sul fiume, le quali erano state fortificate con la costruzione di alcuni baluardi ad opera dello stesso Luigi. Pur volendo rimanere di stanza a Jemmingen, Luigi aveva previsto di poter tornare nel Brabante ed appoggiarsi alle armate di suo fratello, Guglielmo I d'Orange e da lì poi provare ad assediare nuovamente Groninga. Louis ottenne rifornimenti per le sue truppe tramite il fiume Ems, in quanto le principali strade dell'area erano bloccate dall'armata spagnola.

## La battaglia
Luigi di Nassau dispiegò la sua fanteria dietro una trincea con due brigate da circa 5000 uomini ciascuna. Questi erano composti quasi interamente da mercenari e milizie da poco reclutate, dietro ai quali si trovava la cavalleria e i sedici cannoni a disposizione degli olandesi. Il duca d'Alba aveva a sua disposizione 12 000 fanti (quattro compagnie di tercios), 3000 cavalieri e un numero imprecisato di cannoni.
Sapendo che un attacco frontale sarebbe stato destinato al fallimento, il duca d'Alba escogitò uno stratagemma. Mandò avanti una prima linea di tre unità di archibugieri (1500 uomini) e 300 uomini di cavalleria, chiudendo l'area col resto delle sue truppe. Per tre ore l'avanguardia spagnola effettuò continui attacchi alla linea olandese nel tentativo di sfondarla, trovando poca resistenza nella controparte nemica. Quando gli esploratori riferirono a Luigi che non vi erano più altre truppe spagnole nelle vicinanze, Luigi diede l'ordine di avanzare. Tuttavia, dopo poche centinaia di metri, si trovò di fronte gli archibugieri spagnoli rimasti a debita distanza che aprirono le fuoco sulle truppe olandesi in movimento. Quando la cavalleria spagnola apparve sul campo di battaglia, Luigi diede ordine ai suoi di ritirarsi, ripiegando verso i traghetti che li attendevano sul fiume Ems. 7000 uomini rimasero uccisi tra gli olandesi. Il duca d'Alba perse in tutto meno di cento uomini. Louis riuscì a salvarsi a malapena nuotando nel fiume Ems senza vestiti o armi indosso.
Il duca d'Alba riuscì a catturare tutti i cannoni del nemico e li fece fondere per creare una statua dedicata a sé stesso, che collocò ad Anversa. È questo uno dei motivi per cui viene ricordato col soprannome di duca di ferro.